# Lovenia lata
Lovenia lata is een zee-egel uit de familie Loveniidae.
De wetenschappelijke naam van de soort werd in 1981 gepubliceerd door Shigei.